# ۲۱ بره
۲۱ بره یک ستاره است که در صورت فلکی برج حمل قرار دارد.